# Smírčí kříž (Jakubov)
Smírčí kříž se nachází v části obce Vojkovice Jakubov v okrese Karlovy Vary. Je postaven u zdi bývalé porcelánky vedle přistavěné kapličky. V centrálním registru kamenných křížů je evidován pod č. 0003. Byl prohlášen kulturní památkou, památkově chráněn je od 3. května 1958, event. 18. ledna 1964, rejstř. č. ÚSKP 40823/4-862.

## Historie
V předválečném období nikdo z Jakubova nepodal zprávu o existenci tohoto kříže německým badatelům, kteří zprávy o kamenných křížích publikovali několik desítek let v regionálních německy psaných časopisech. Vede to k domněnce, že kříž se dostal na nynější stanoviště až po roce 1945, neznámo odkud.

## Popis

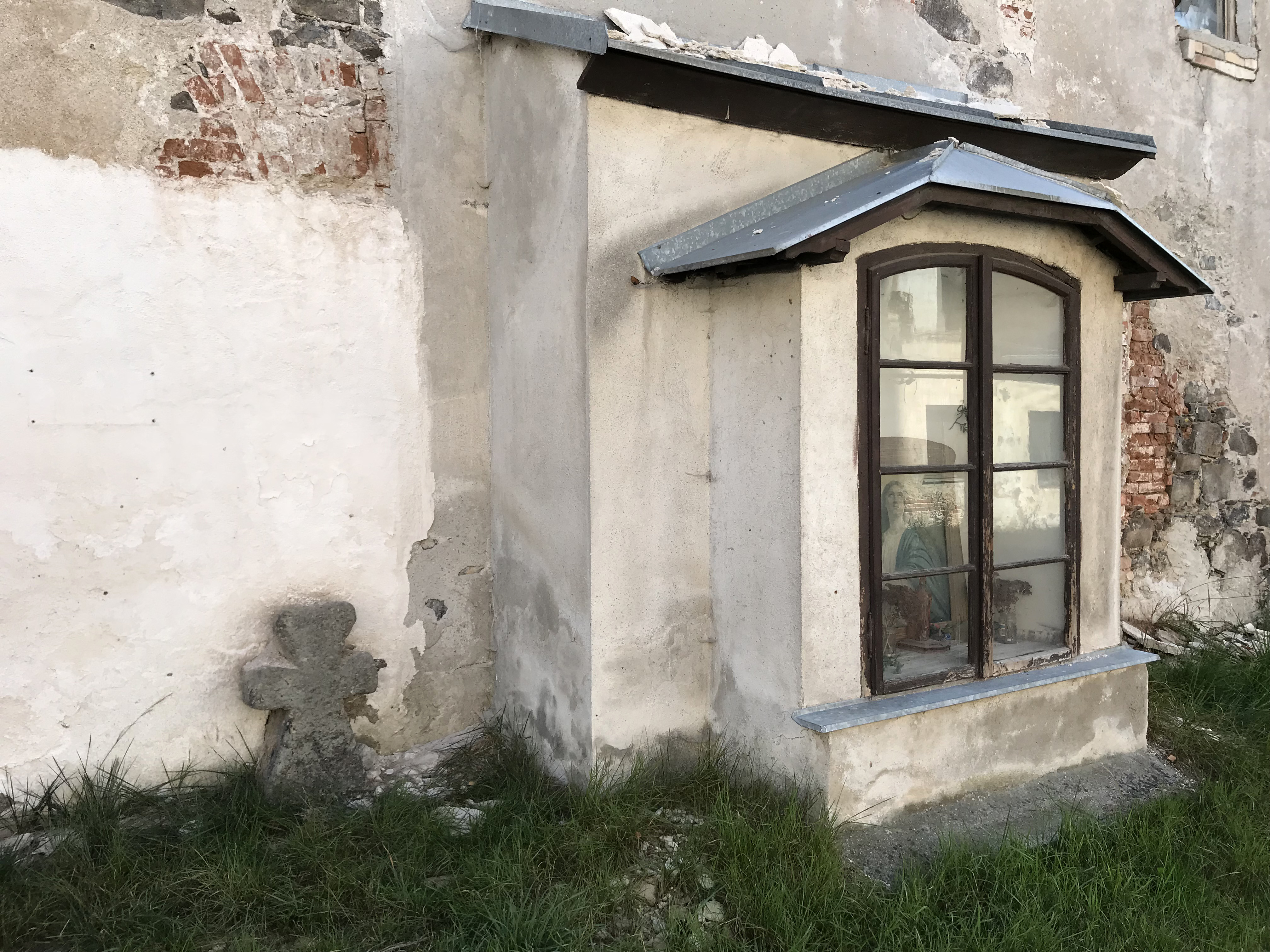
Smírčí kříž s kapličkou

Kříž stojí po levé straně výklenkové kapličky (pocházející již z období před rokem 1842) těsně u vnější zdi bývalé porcelánky v dolní části obce Jakubov. Jeho rozměry jsou 90 × 60 × 20–22 cm (výška–šířka–tloušťka).
Jedná se o monolitický rovnoramenný hrubě tesaný kamenný kříž z karlovarské žuly bez jakéhokoliv nápisu či reliéfu. Má mírně nesouměrný tvar ramen. Hlava a noha kříže je vytvarována do klínu, ramena jsou kvádříková.
V centrálním registru Společnosti pro výzkum kamenných křížů při Muzeu Aš je evidován pod č. 0003.
Typologicky patří mezi smírčí kříže, které se v takovéto výtvarné formě vyskytují asi ve 20 % z počtu evidovaných křížů v Evropě. Původ a význam nejsou doloženy.